# Mus caroli
Mus caroli is een knaagdier uit het geslacht Mus dat voorkomt in Zuidoost-Azië. De inheemse verspreiding van deze soort strekt zich waarschijnlijk uit van de Riukiu-eilanden, Taiwan en Zuid-China tot Midden-Myanmar en Thailand.
Deze soort komt ook voor op Malakka, Sumatra, Java, Madoera en Flores, waar hij waarschijnlijk geïntroduceerd is, hoewel dat recentelijk betwist is. Het mitochondriaal DNA varieert sterk tussen de verschillende populaties. Er zijn ook morfometrische verschillen tussen populaties. In Thailand zijn fossielen van deze soort sinds het Laat-Plioceen bekend. Mogelijk is kakhyenensis Anderson, 1879 (uit Yunnan) een oudere naam voor deze soort.
Deze soort lijkt sterk op Mus cervicolor, maar is wat donkerder van kleur. De kop-romplengte bedraagt gemiddeld 75,3 mm, de staartlengte 74,6 mm, de achtervoetlengte 17,84 mm, de schedellengte 20,56 mm en het gewicht 11,02 gram. Vrouwtjes hebben 3+2=10 mammae.